# لئونید برژنف
لئونید ایلیچ برژنف (به روسی: Леонид Ильич Брежнев) (زاده ۱۹ دسامبر ۱۹۰۶ – درگذشته ۱۰ نوامبر ۱۹۸۲) سیاستمدار و دبیرکل کمیته مرکزی حزب کمونیست اتحاد شوروی از سال ۱۹۶۴ تا ۱۹۸۲ بود. وی در تاریخ ۱۹ دسامبر سال ۱۹۰۶ در شهرک کامیانسکه در استان دنیپروپتروفسک در اوکراین امروزی که در آن زمان جزئی از امپراتوری روسیه بود زاده شد و در تاریخ ۱۰ نوامبر سال ۱۹۸۲ در مسکو درگذشت. او در سال ۱۹۶۴ دبیر اول و از سال ۱۹۶۵ به بعد دبیرکل کمیته مرکزی حزب کمونیست اتحاد شوروی بود.
پس از توطئه‌ای هماهنگ با همکاری تنی چند از اعضای حزب کمونیست شوروی از جمله «سوسولوف» نظریه‌پرداز حزب در آن دوره و به علاوه برخی از سران دستگاه‌های امنیتی، خروشچف از دبیر اولی حزب کمونیست شوروی برکنار شد و لئونید برژنف به جای او به دبیر اولی حزب کمونیست برگزیده شد. اما این بار برخلاف دورهٔ خروشچف که علاوه بر مقام دبیرکلی حزب کمونیست مقام نخست‌وزیری شوروی را هم از سال ۱۹۵۸ را داشت (همانند استالین)، این بار اعضای حزب تصمیم گرفتند که نوعی تقسیم قدرت در حزب به وجود بیاید. در نتیجه دبیرکلی حزب به برژنف و نخست‌وزیری شوروی به «کاسیگین» رسید.
در دورهٔ رهبری برژنف بر شوروی، آزادی‌های محدودی که در دورهٔ خروشچف به مردم شوروی داده شده بود از میان رفت و پروژهٔ استالین زدایی خروشچف کنار گذاشته شد. البته هیچ‌گاه سطح دیکتاتوری و جنایت به زمان حکومت ژوزف استالین بر شوروی نرسید.
وی سال ۱۹۶۰ تا سال ۱۹۶۴ و از سال ۱۹۷۷ تا ۱۹۸۲ ریاست شورای عالی اتحاد شوروی را به عهده داشت. سالهای پایانی رهبری برژنف، در رسانه‌های جمعی «رکود» نامیده شد. بحران همگانی در دولت شوروی، گرایش‌های منفی در اقتصاد و توسعه بیش از حد دستگاه دیوان‌سالاری از ویژگی‌های این دوره‌است.
در دوره زمامداری برژنف بنابر خواست حکومت افغانستان، نیروهای شوروی به این کشور اعزام گردید که پیامدهای دشواری را با خود داشت.
برژنف با کشور آمریکا در دورۀ ریاست جمهوری نیکسون همکاری فضایی برقرار ساخت که نتیجۀ آن پروژه آزمایشی آپولو-سایوز بود. در سال ۱۹۸۱، لهستان خود را از شوروی جدا کرد ولی همچنان به همکاری نظامی با این کشور ادامه داد. برژنف در سال ۱۹۸۲ پس از چند ماه بیماری سرانجام درگذشت. پس از او یوری آندروپوف به جای او نشست.

## زندگی و ایام آغازین

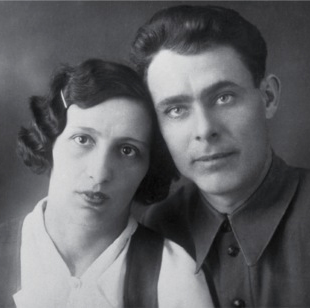
همراه با همسرش در سال ۱۹۲۷

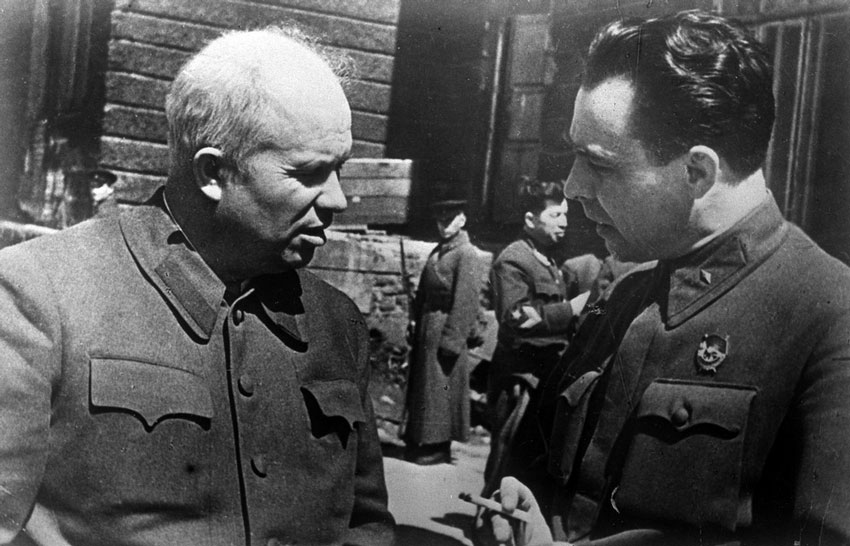
برژنف و خروشچف در آوریل ۱۹۴۳‏

لئونید برژنف رهبر پیشین اتحاد جماهیر شوروی سابق در ۱۹ دسامبر سال ۱۹۰۶م در خانواده‌ای فقیر در اوکراین به دنیا آمد. وی پس از اتمام تحصیلات خود وارد حزب کمونیست شد و مدارج ترقی را پیمود. بِرژنِف در طی سال‌های بعد با حمایت ویژه خروشچف، به کمیته مرکزی حزب کمونیست راه یافت و در جریان جنگ جهانی دوم، تحت نظر مستقیم خروشچف، در سمت کمیسر سیاسی ارتش سرخ در اوکراین خدمت کرد. بِرِژنف در جریان نوزدهمین کنگره حزب کمونیست شوروی، به توصیه خروشچف به عضویت کمیته مرکزی حزب کمونیست برگزیده شد و پس از مرگ استالین نیز تحت توجه و حمایت خاص خروشچف به سرعت در تشکیلات حزبی ترقی کرد. بِرژنِف در سال ۱۹۶۰م به سمت ریاست هیئت رئیسه شورای عالی اتحاد جماهیر شوروی که یک مقام تشریفاتی و معاون ریاست جمهوری بود، انتخاب شد و در نهایتْ در سال ۱۹۶۴م به مقام معاونت خروشچف در رهبری حزب، ارتقا یافت. بِرِژنف در همین موقعیت حساس، هنگامی که خروشچف برای استراحت در خارج از کشور به سر می‌برد، به ولی نعمت خود خیانت کرد و موجبات برکناری او را از نخست‌وزیری و رهبری حزب کمونیست شوروی فراهم ساخت. از این زمان، بِرِژنف ۵۷ ساله رهبری شوروی سابق را به عهده گرفت. لئونید بِرژنِف، پیرمردی از مجموعه امپراتوری پیرمردان در شوروی سابق بود که حوادث مثبت و منفی فراوانی را در دوران حکومت خود در داخل و خارج مرزهای این کشور تجربه کرد. او در حالی که به سیاست‌های تشنج‌زدایی اظهار شیفتگی می‌کرد و برای هم‌زیستی مسالمت‌آمیز تلاش می‌نمود، از مسابقات تسلیحاتی با رقبای غربی خود عقب نماند و بودجه عظیمی از کشورش را به تولید و انباشت انواع سلاح‌ها و برنامه‌های تسخیر فضا اختصاص داد. وی صاحب دکترینی معروف به دکترین بِرِژنف بود که بر اساس آن تمام کشورهای سوسیالیستی جهان به مثابه یک اردوگاه به‌شمار می‌روند و با خلل آمدن به هر یک، بقیه باید در رفع آن مداخله کنند. او معتقد بود که پیوند نظامی، ضامن بقای اردوگاه کمونیسم خواهد بود. بر مبنای همین دکترین بود که در سال ۱۹۶۸م و ۱۹۷۹م، دستور تهاجم ارتش سرخ شوروی سابق به چکسلواکی و افغانستان را صادر کرد. چرا که به نظر تئوریسین‌های حزب کمونیست، دفاع از نظام سوسیالیستی در یک کشور، تنها، مسئله آن کشور نبود، بلکه در مرحله نخستْ، امری بود مربوط به کل نظام جهانی سوسیالیستی، که رهبری آن را شوروی در اختیار داشت.

## چگونگی رسیدن به قدرت

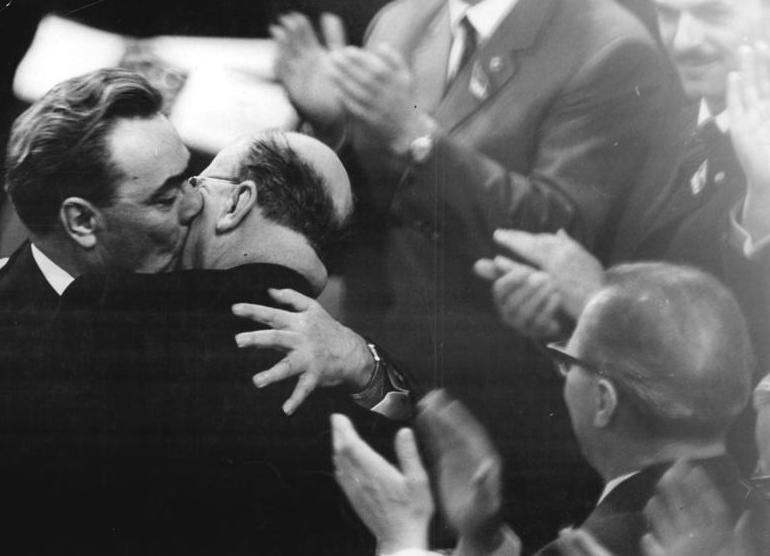
عکس بوسه برادرانه سوسیالیستی میان برژنف و اریش هونکر، رهبر آلمان شرقی؛ آوریل ۱۹۶۷‏

شورای عالی اتحاد جماهیر شوروی روز پنجم ماه مه۱۹۶۰ در مسکو تشکیل شد. در این شورا تغییرات بسیار مهمی در دستگاه سیاسی و رهبری شوروی به عمل آمد. مهم‌ترین تصمیم که گرفته شد برگزیدن لئونید برژنف به عنوان رئیس کشور بود. برژنف که پنجاه و سه ساله بود جایگزین مارشال «کلیمنت وروشیلوف» شد. برژنف از سن هفده سالگی یک کمونیست مبارز بود. او ابتدا عضو سازمان جوانان حزب کمونیست شوروی «کومسومول» بود. از پایان سال‌های سی مسؤولیت‌های گوناگون در حزب کمونیست داشت.
برژنف در دوران جنگ دوم مسؤول اداری جبهه اوکراین بود و در پایان جنگ مدال ژنرال ارتش شوروی را به دست آورد. برژنف از سال۱۹۵۲ به عضویت کمیته مرکزی حزب کمونیست شوروی برگزیده شد و بعداً به عضویت دبیرخانه حزب درآمد. پس از مرگ استالین زمان کوتاهی با بی‌مهری سیاسی روبرو شد. همه سمتهای خود را از دست داد و مسؤولیت گذشته اش در ارتش را به دست آورد.
هنگامی که دبیر حزب جمهوری قزاقستان شد دوباره مسؤولیت مهمی یافت.
نیکیتا خروشچف که برژنف را خوب می‌شناخت در سال۱۹۵۶ دبیرخانه حزب را به او سپرد.
پس از نبرد قدرت در سال۱۹۵۷ عضو هیئت رئیسه پرزیدوم حزب شد. برژنف در دایره دوستان خروشچف قرار گرفت. کسانی که از رهبری حزب کنار گذاشته شدند عبارت بودند از: الکسی کریچنکو، نیکای بلیایف پادگورنی، الکسی کاسیگین، مارشال ساخاروف، فرمانده کل ستاد ارتش سرخ شد.

## سیاست داخلی

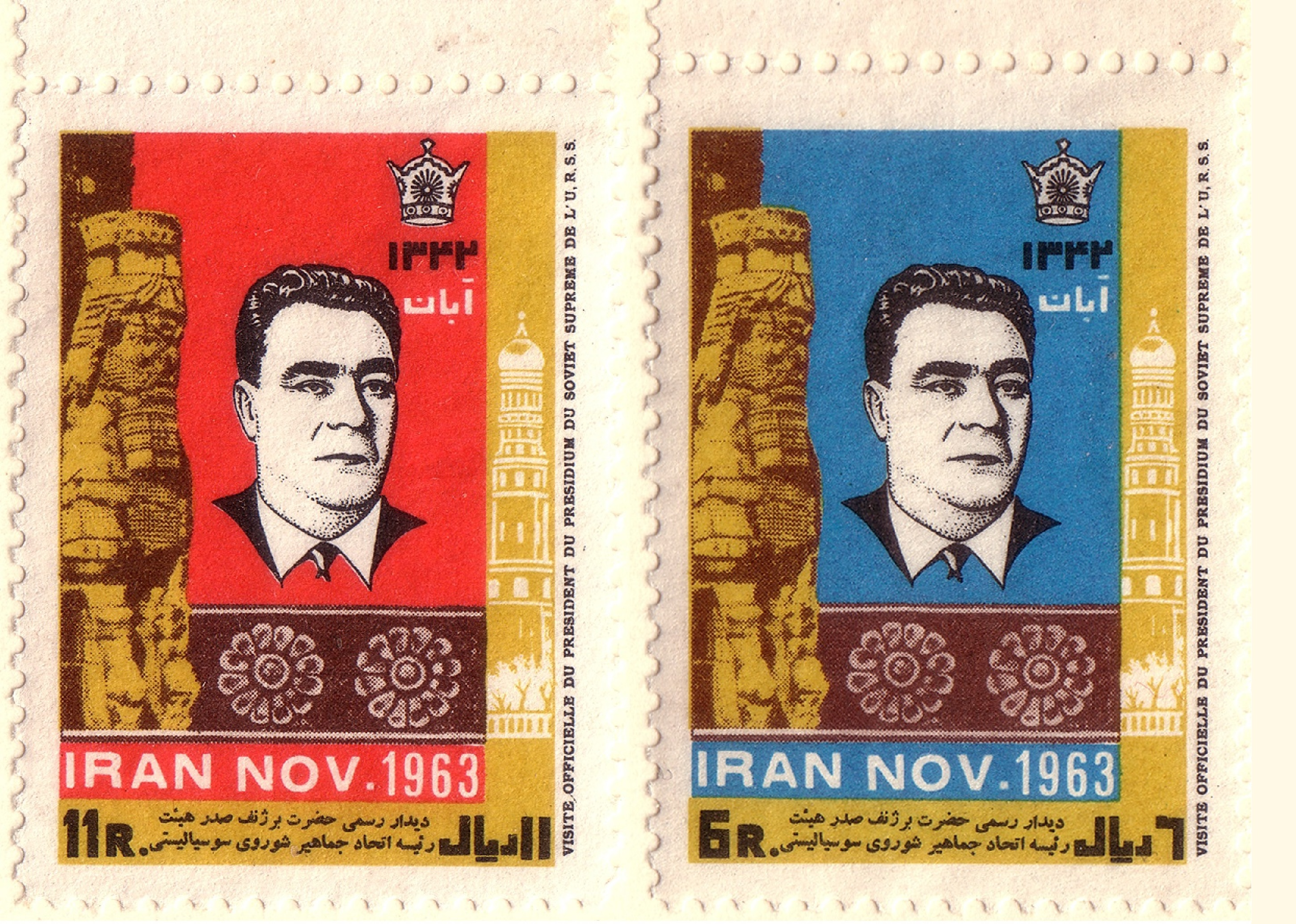
تمبر یادبود بازدید رسمی رئیس هیئت رئیسه شورای عالی اتحاد جماهیر شوروی، لئونید برژنف در ایران، نوامبر ۱۹۶۳ (۱۳۴۲ خورشیدی)

در عرصه داخلی، اقدامات بِرژنِف را این‌گونه می‌توان بیان نمود: کنار نهادن روش محافظه‌کارانه و توقف استالین زدایی، که به سرکوب عناصر ناراضی و مخالف انجامید؛ تقویت جایگاه و موقعیت سیاسی حزب کمونیست، استفاده از تمامی ابزار و امکانات اداری در جهت کنترل فرهنگ و عقیده؛ افزایش نفوذ ارتش و کادر نظامی و نیز نظامی‌گری در عرصه تبلیغات و آشناسازی دانش‌آموزان با عملکرد پیروزمندانه ارتش سرخ شوروی در جنگ جهانی دوم و بالاخره تأکید فزاینده بر ناسیونالیسم روسی. این مسائل البته به شخصیت بِرژنِف بازمی‌گشت که در پرتو بهره‌برداری از این مسائلْ قدرت خود را به اوج می‌رساند و مقامات دبیرکلی حزب کمونیست، ریاست جمهوری و فرماندهی کل قوای مسلح را در اختیار گرفت.

## سیاست خارجی

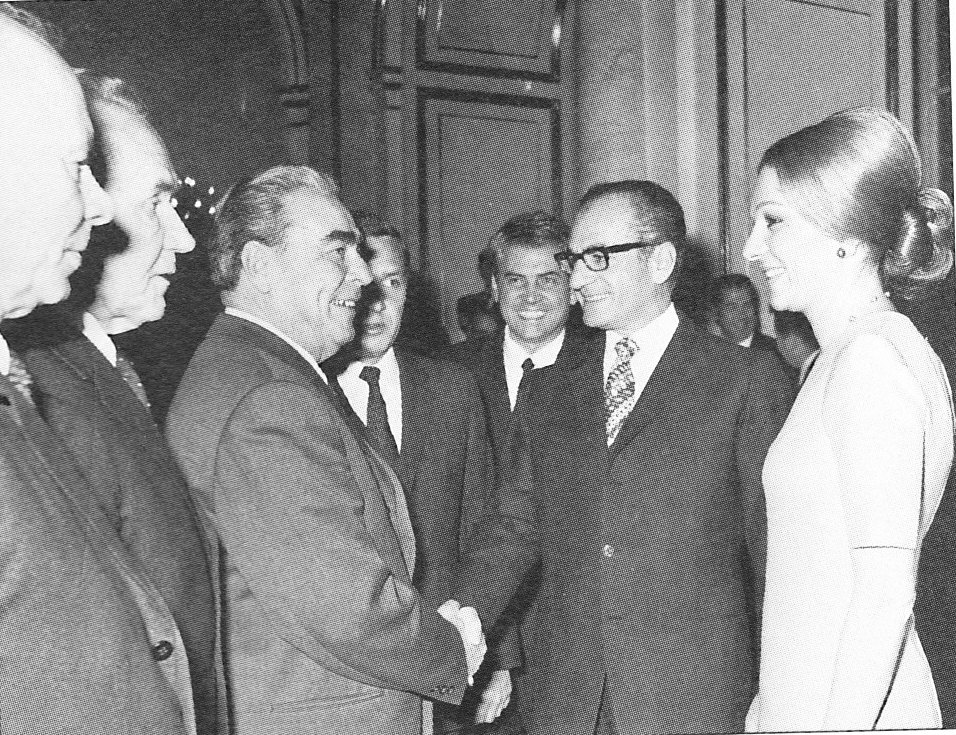
فرح پهلوی و محمدرضا پهلوی در کنار برژنف در سال ۱۹۷۰

همچنین مهم‌ترین پیمان‌های منع آزمایش‌های هسته‌ای میان آمریکا و شوروی، در دوران زمام‌داری او به امضا رسید.

## اقدامات مطرح
- مذاکره با مقامات فولکس واگن و مقامات آمریکایی برای رشد خودروسازی شوروی. سال ۱۹۶۵ آمریکایی‌ها ۹ میلیون و ۶۰۰ هزار خودرو تولید کرده بودند که به ازای هر ۲٫۷ نفر یک خودرو وجود داشت اما شوروی کمتر از ۲۵۰هزار خودرو که یعنی برای هر ۲۳۸ نفر یک خودرو وجود داشت در حالی که شوروی تعداد زیادی تسلیحات نظامی عظیم داشت. حاصل به این در و آن در زدن تأسیس خانه لادا بود. سال‌ها ترورهای گسترده بریگاد سرخ در ایتالیا نیز به این موضوع منسوب شده‌است.[۲]

## انتقادات

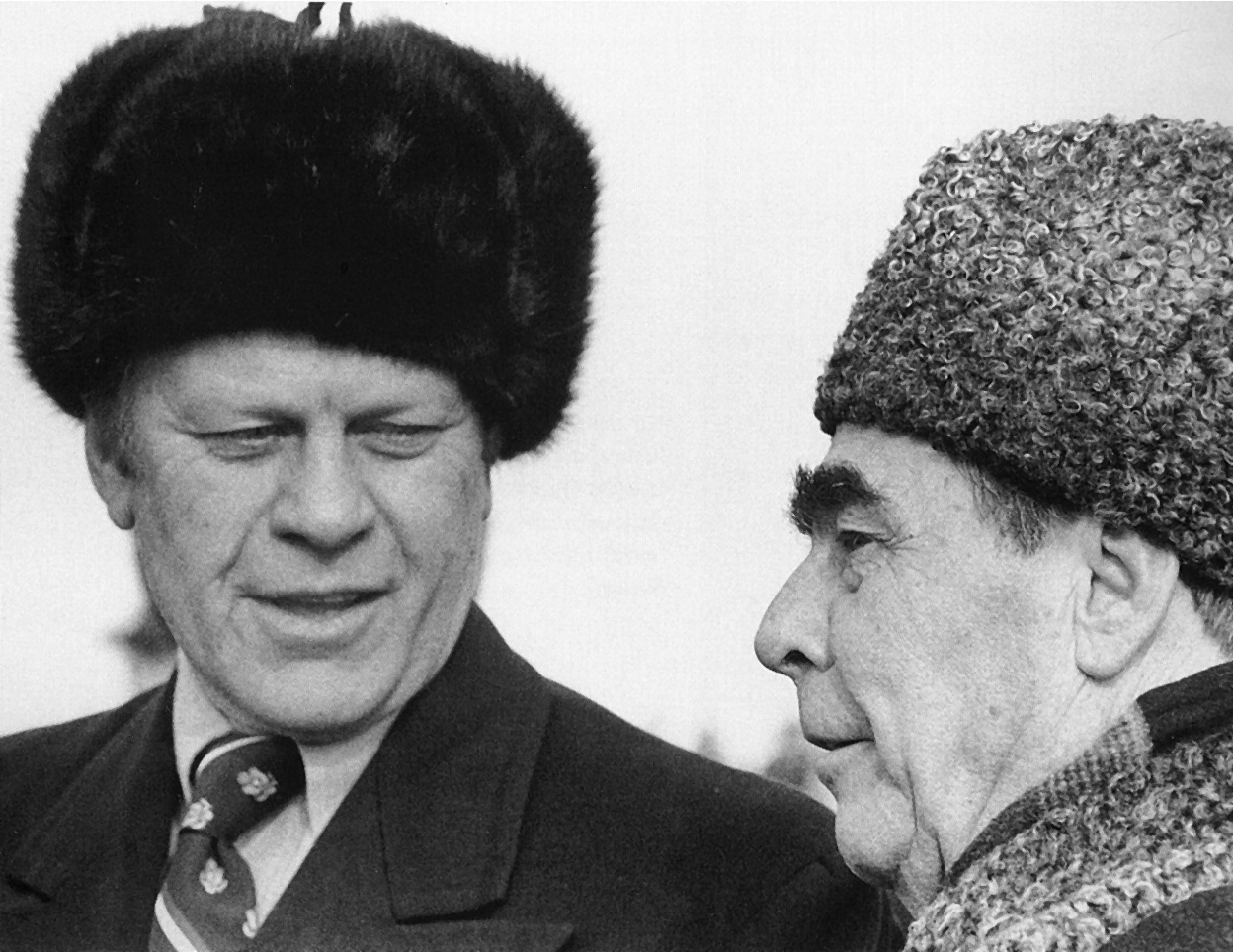
همراه با جرالد فورد ۱۹۷۴

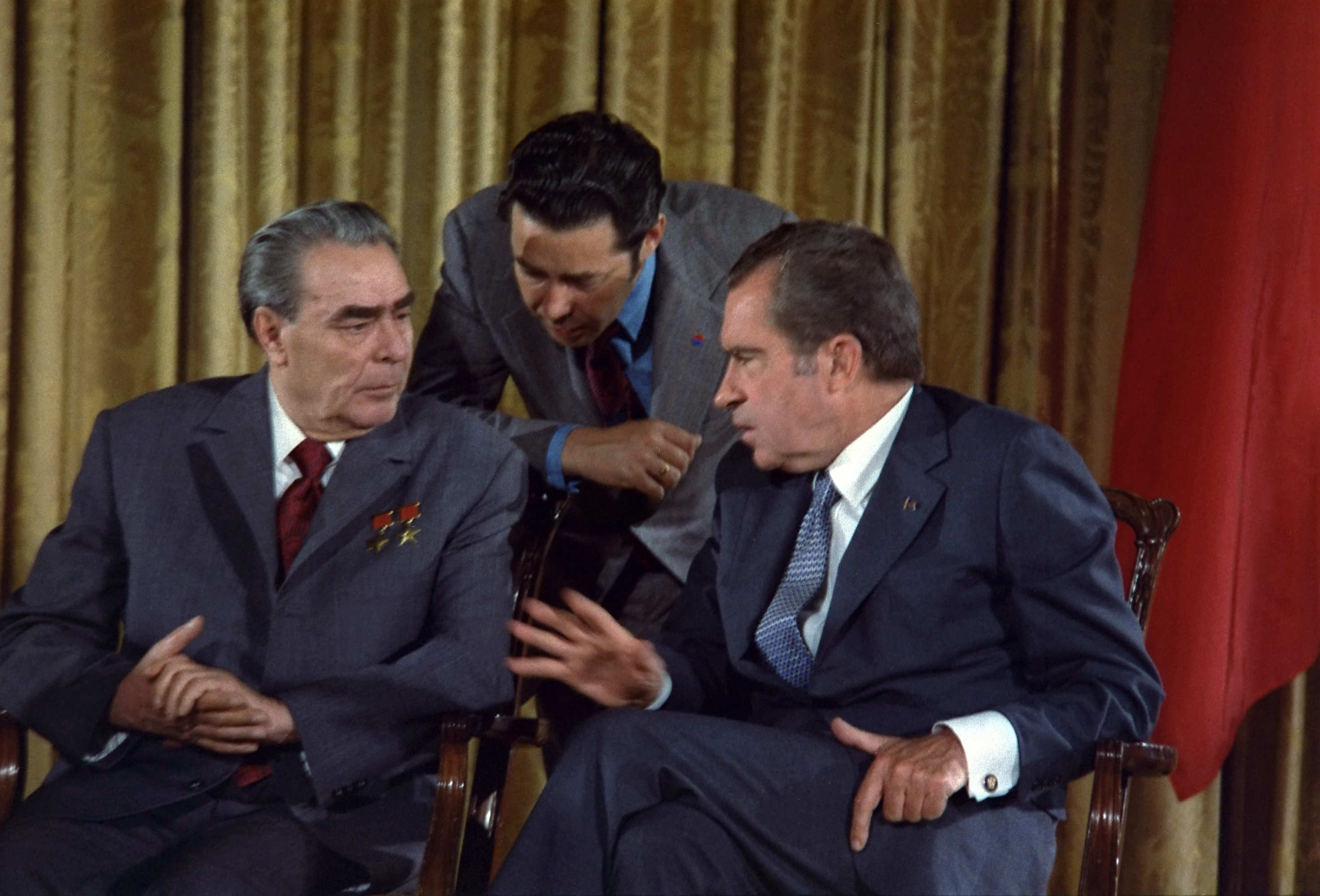
ریچارد نیکسون (راست) و لئونید برژنف (چپ) درحال گفتگو در سال ۱۹۷۳

لئونید برژنف از ۱۹۶۴م تا پایان عمر، نقش اول را در سیاست‌های شوروی بازی می‌کرد و تاریخ‌نگاران به دلایل متعدد - از جمله: افراط برژنف در الکل، تحصیلات ناکافی و بی‌توجهی به ژورنالیسم شوروی به‌عنوان آموزشگر عمومی و برنده‌ترین ابزار در جنگ سرد و مقابله با ماشین عظیم رسانه‌ای آمریکا و برای مثال سپردن سردبیری روزنامه دولت به داماد خود که تجربه و آموزش این کار را نداشت، خارج ساختن انتصابات دولتی از دست کمیسیون‌های گزینش و قرار دادن در دست خود و نزدیکانش که نتیجه‌اش سوء مدیریت، سوء استفاده از اموال عمومی، ولخرجی و پیچیدگی هرچه بیش‌تر بوروکراسی بود، لغو حسابرسی‌های دولتی توسط کمیته‌های حزب کمونیست و در نتیجه رواج فساد اداری و حیف و میل، رعایت حال اقوام و دوستان که یکی از نتایج آن قاچاق الماس توسط دخترش بود، تعطیل کردن دفتر عرایض که از زمان انقلاب بلشویکی اکتبر ۱۹۱۷م به نامه‌های مردم و گزارش‌های عوام‌الناس از وضعیت و افشاگری‌ها رسیدگی و اقدام می‌کرد و برخی از نامه‌ها را جهت اطلاع مردم به روزنامه‌ها می‌داد، صدور دکترین‌های متعدد و زیان‌آور و برای مثال: دکترین «ایراد وارد آوردن به یک مقام و یک دولت کمونیست انتقاد از همه دنیای سوسیالیست است و باید با آن مقابله شود»، ندانستن زبان خارجی و متکی بودن به گزارش‌های رسمی و عمدتاً کهنه و بالاخره ادامه رهبری بر کشور حتی از بستر بیماری… - او را عامل تزلزل نظام ایدئولوژیک شوروی دانسته‌اند که بعدها به‌وسیله گورباچف فروریخت.

## مرگ

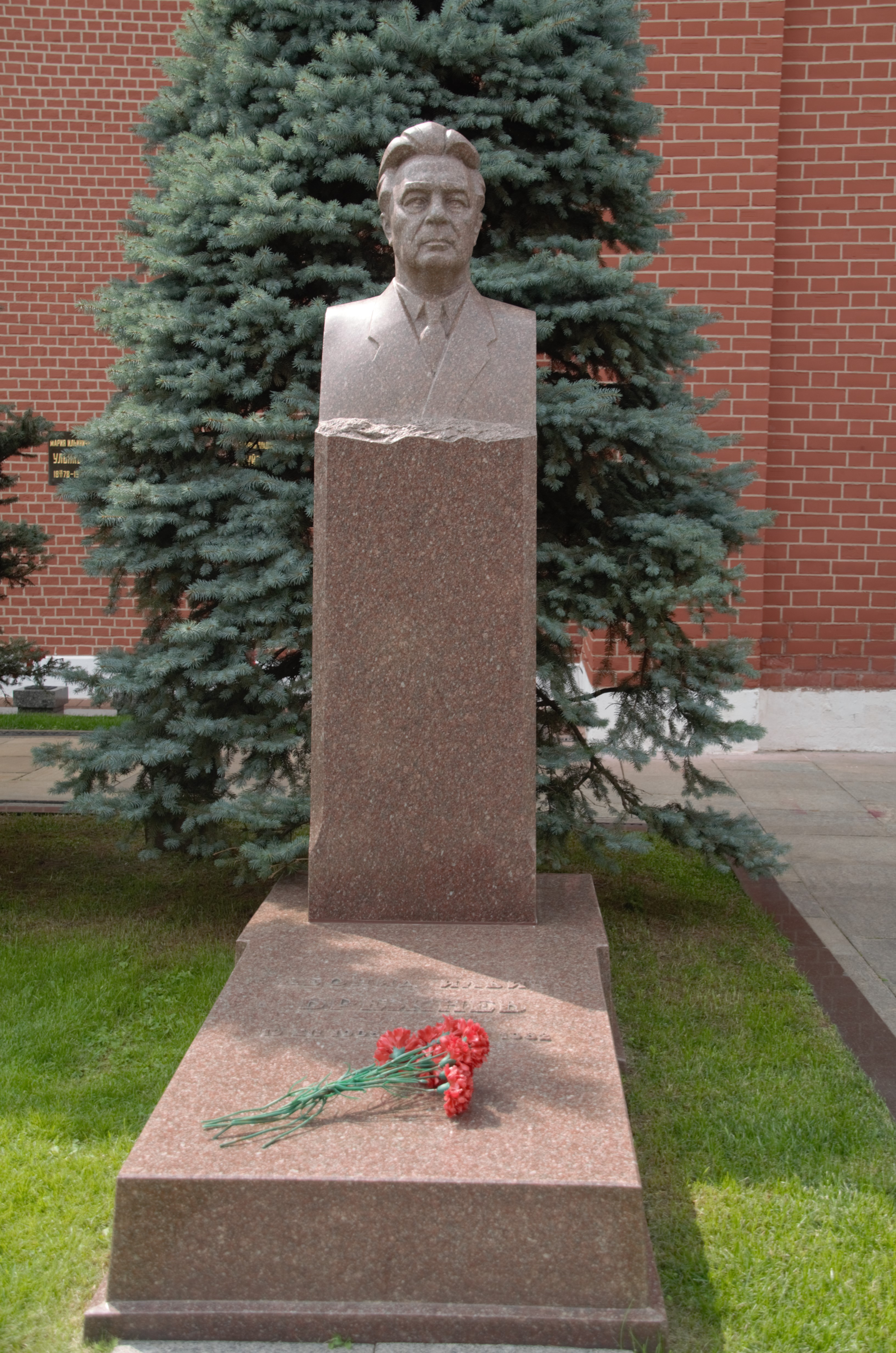
آرامگاه برژنف در آرامگاه دیوار کرملین

لئونید بِرژنِف سرانجام پس از ۱۸ سال رهبری بلامنازع شوروی، در دهم نوامبر ۱۹۸۲م بر اثر سکته قلبی در سن ۷۵ سالگی درگذشت و یوری آندروپوف به جانشینی او انتخاب شد. در دوران رهبری بِرژنِف بر شوروی، حکومت این کشور تا اقصی نقاط آفریقا و آسیا گسترش یافت ولی آخرین ماجراجویی او در افغانستان به شکست انجامید. دوران حاکمیت بِرژنِف در نوعی از محافظه‌کاری همراه با شدت عمل خلاصه می‌شد. تلاش در جهت کاهش اختلاف در سطح درآمدها، اجرای طرح‌های بزرگِ خانه‌سازی، امور بهداشتی و آموزشی، تمرکز سیاسی و ایدئولوژیک، افزایش هزینه‌های دفاعی و کاهش نرخ رشد اقتصادی، برخی از اقدامات و نتایج به دست آمده در دوره طولانی مدت حکومت بِرژنِف به حساب می‌آید. در دوران حکومت بِرژنِف، فساد در سازمان‌های حزبی و دولتی شوروی گسترش یافت، به‌طوری‌که همین مسئله یکی از عوامل اصلی نابسامانی‌ها و فروپاشی شوروی در کمتر از ده سال پس از مرگ او بود.